# Страдања младог Вертера
Страдања младог Вертера је епистоларни роман Јохана Волфганга Гетеа из 1774. године, а ревидирано издање је објављено 1787. године. Роман је објављен из два дела и припада периоду предромантизма.
Цео роман се састоји од писама која је Вертер писао свом пријатељу Вилијему где му пише о својој унутрашњој борби и несрећној љубави као и о његовим нагонима да почини самоубиство.
Роман је први пут објављен у Србији 1905. године у преводу Бранка Мушицког.
У овом роману Гете је први пут забележио народни израз шпанска села који је данас одомаћен у српском језику као идиом за нешто неразумљиво говорнику.

## Радња
Млади правник Вертер још увек не зна сигурно чиме би желео да се бави у животу. Свом пријатељу Вилијему  пише како се преселио у мали град како би могао да се посвети сликарству и природи, за шта инспирацију налази у оближњем селу. Говори како не обавља много посла и како је упознао многе сељаке укључујући и двојицу браће Ханса и Филипа које је чак и скицирао. У писмима даље пише да је село Валхајм које посећује најшармантније место на свету. Сматра да је живот тих сељака много бољи од његовог, назива их незналицама и да су такви пуно срећнији.
Једног дана је позван на сеоски бал и том приликом упознају Лоту, ћерку управника кнежевог властелинства која води бригу о својих осморо браће и сестара накој смрти мајке. Он њеним изгледом и унутрашњом лепотом бива одмах очаран њом. Иако сазнаје да има вереника он се у њу заљубљује. Наредних недеља почиње доста времена да проводи са њом, а у међувремену упознаје и њеног вереника Алберта који се враћа са пута са којим се исто спријатељује. Увиђа да је Алберт симпатичан и интелигентан човек отвореног ума, али ипак не може да одоли осећају да би Лота била сретнија са њим него са Албертом. За рођендан Вертер добија једну Хомерову књигу и црвену траку са Лотине хаљине коју је носила кад су се упознали на балу. Вертер је сваким даном све опчињенији Лотом и његова љубав је све јача, али је истотако свестан да је она верна и да неће да напусти вереника. 
Да би је заборавио и престао да пати он на Вилијамову препоруку прихвата посао у другом граду и постаје секретар код једног дипломате. Вертер и његов надређени су били доста различити и то је код њега убило и оно мало воље које је имао за тај посао, а такође и презире друштво на послу у коме аристократско друштво влада над свима. Тад напушта тај посао и одлази код другог пријатеља кнеза на његовом сеоском имању, али се ни ту не задржава дуго. 
Неиспуњен због неуспеха у покушају да послом потисне своја осећања према Лоти која се у међувремену удала за Алберта враћа се у Валхајм где постаје још несрећнији. Лота схвата да ни њена осећања према њему нису тако безазлена и  замољава Вертера да је наредних дана не посећује због припрема за Божић. Током његове последње посете Лоти он јој чита преводе песама где се они поистовећују са ликовима и радњама у песмама које говоре о несретној љубави и обоје плачу. Онда он загрли и пољуби Лоту након чега му она говори да оде и да више не жели да га види. Та ситуација учвршћује његове намере да се убије и шаље слугу код Алберта са писмом да му овај позајми његов ловачки пиштољ пошто мора да иде на пут. Када добије пиштољ пише Лоти опроштајно писмо и извршава самоубиство.
Следећег јутра га проналазе у плаво жутом оделу које га је подсећало на дан када су се Лота и он упознали. Његова смрт изазива жаљење код свих мештана којима је био драг. У опроштајном писму наводи последњу жељу да га сахране између две липе на гробљу са црвеном траком коју је добио на поклон од Лоте.

## Анализа ликова
Вертер — главни лик, симпатичан и интелигентан. Вешт и пажљив саговорник који потиче из богате породице. Његова писма Вилијему указују на његова осећања према Лоти, његово емоционално стање и опседнутост њоме.
Лота — очаравајућа са посебном унутрашњом лепотом, брине се за своју браћу и сестре. Иако верена не може да не осети повезаност и осећања према Вертеру.
Њен лик је заснован на Гетеовој другарици Шарлот Буф у коју је био заљубљен, али му осећања нису била узвраћена.
Алберт — интелигентан и угодан човек који са стрпљењем и љубазношћу толерише Вертерове емоције према Лоти и пружа му своје пријатељство. Често са њим води дискусије нудећи му рационалне одговоре на његова нерационална питања.

## Културни утицај романа
Страдања младог Вертера је био Гетеов први велики успех који га је уједно и прославио. Један од највећих обожавалаца овог дела је био и Наполеон Бонапарта који је дело сматрао једним од највећих дела европске књижевности, чак је и његово дело понео кад је кренуо на свој поход у Египат. 
Такође, у европи долази до феномена познатог као Вертерова грозница због које се младићи облаче као и Вертер описан у књизи.
Лаза Лазаревић 1881. године у часопису Отаџбина представља и својеврсну пародију овог Гетеовог дела под називом Вертер где млади човек долази на лечење у бању где се несрећно заљуби у удати жену због чега одлучује да изврши самоубиство, али га њен муж успешно одговара од те намере. 1976. године по овој Лазиној причи РТВ Београд снима и филм под називом У бањи једног дана.